# Barnabotti

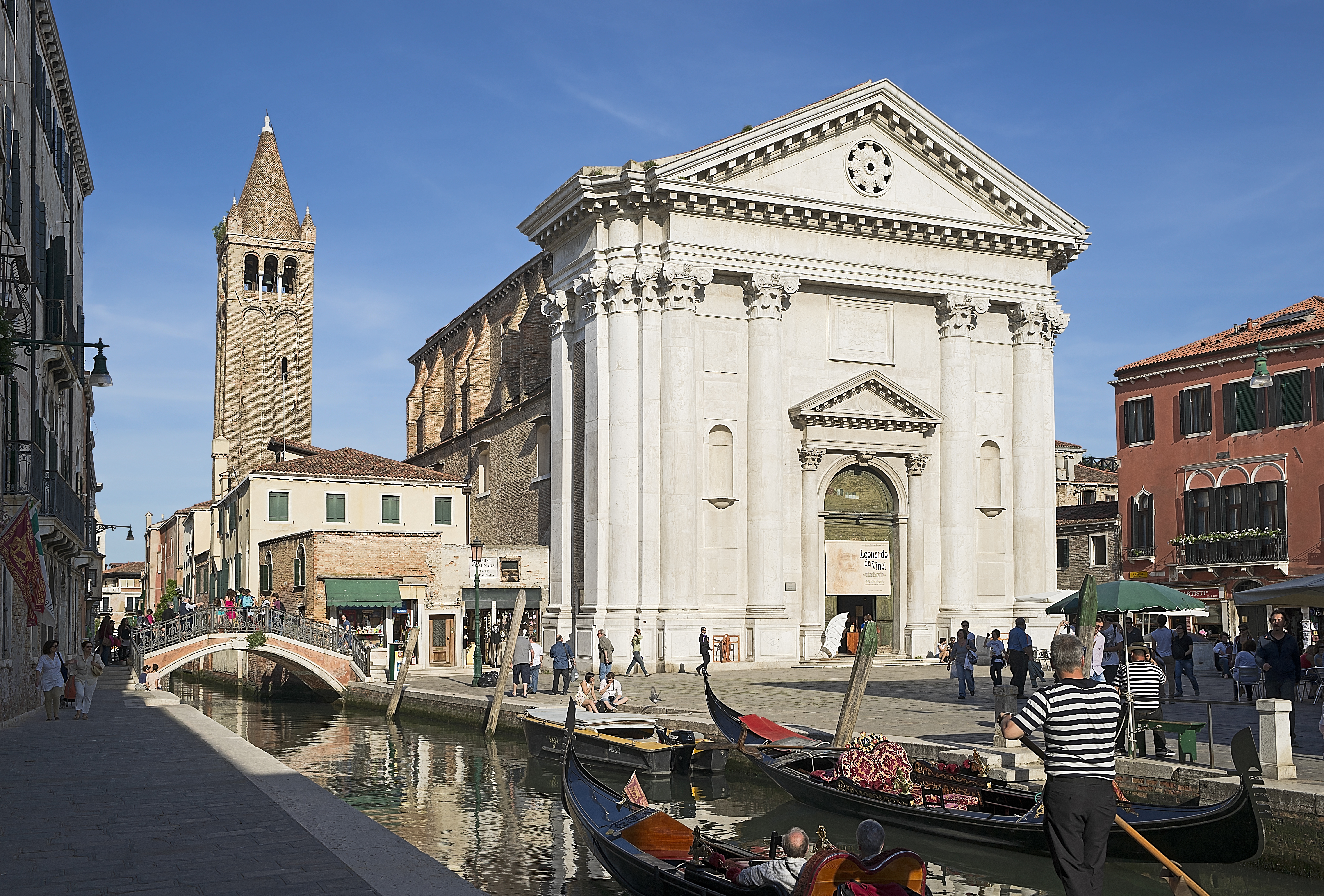
Chiesa e campo San Barnaba, a Venezia

I Barnabotti, verso la fine della Repubblica di Venezia, erano il gruppo della nobiltà impoverita.
Si trattava di quei patrizi che, pur avendo perduto molte delle loro disponibilità economiche, continuavano di diritto a mantenere il seggio in seno al Maggior Consiglio, l'assemblea che reggeva le sorti della città e dello Stato. Tale condizione di nobiltà decaduta, ma ancora politicamente influente, rendeva i Barnabotti un gruppo in frequente contrasto con il restante corpo della nobiltà, ma al contempo, per la loro scarsità di mezzi economici, sensibili a fenomeni di compravendita dei voti.
Il nome Barnabotti deriva dall'uso di questi nobili di darsi ritrovo e dimorare nella zona di campo San Barnaba, dov'era attiva una nota casa da gioco, ancor oggi segnalata nella toponomastica come Casìn dei Nobili, e dove le case avevano affitti molto meno onerosi essendo distanti dal centro.